# Saint-Hilaire-Cottes
Saint-Hilaire-Cottes – miejscowość i gmina we Francji, w regionie Hauts-de-France, w departamencie Pas-de-Calais.
Według danych na rok 1990 gminę zamieszkiwało 750 osób, a gęstość zaludnienia wynosiła 104 osób/km² (wśród 1549 gmin regionu Nord-Pas-de-Calais Saint-Hilaire-Cottes plasuje się na 648. miejscu pod względem liczby ludności, natomiast pod względem powierzchni na miejscu 506.).